# 前田秀以
前田 秀以（まえだ ひでもち）は、安土桃山時代の武将。前田玄以の長男。キリシタン武将でもある。

## 生涯
天正4年（1576年）、織田氏の家臣・前田玄以の長男として生まれる。
父・玄以が豊臣秀吉に仕えると共に仕え、羽柴姓を与えられた。父が豊臣政権の京都所司代としてキリシタンを弾圧・保護することが多かったため、その影響からキリシタンとなり、文禄4年（1595年）には正式に洗礼を受けてパウロという洗礼名を賜った。慶長元年（1596年）、秀吉の命令で玄以が畿内のキリシタンを弾圧するなか、秀以は密かにこれを匿ったといわれている。このようなこともあり、嫡男・秀以がキリシタンであることを理由に改易されるのを危惧した玄以は棄教するように促したが、秀以はこれに応じず、弟の茂勝に家督相続権を譲って前田家と離縁した。一説には玄以の怒りに触れて追放されたといわれる。
慶長6年（1601年）閏11月6日、死去。享年26。一説に父の命令で自害に追い込まれたとも、殺害されたともいわれる。兄の葬儀に際してはキリスト教式の葬礼を行なったとされる。